# Батлер (округ Вокеша, Вісконсин)
Батлер (англ. Butler) — селище (англ. village) в США, в окрузі Вокеша штату Вісконсин. Населення — 1787 осіб (2020).

## Географія
Батлер розташований за координатами 43°6′30″ пн. ш. 88°4′20″ зх. д. / 43.10833° пн. ш. 88.07222° зх. д. (43.108448, -88.072232).  За даними Бюро перепису населення США в 2010 році селище мало площу 2,06 км², з яких 2,03 км² — суходіл та 0,03 км² — водойми.

## Демографія
Згідно з переписом 2010 року, у селищі мешкала 1841 особа в 895 домогосподарствах у складі 430 родин. Густота населення становила 895 осіб/км².  Було 925 помешкань (449/км²).
Расовий склад населення:
| - 92,2 % — білих - 3,0 % — чорних або афроамериканців - 1,2 % — азіатів - 0,7 % — корінних американців - 0,1 % — вихідців з тихоокеанських островів |

До двох чи більше рас належало 1,8 %. Частка іспаномовних становила 4,8 % від усіх жителів.
За віковим діапазоном населення розподілялося таким чином: 17,6 % — особи молодші 18 років, 63,5 % — особи у віці 18—64 років, 18,9 % — особи у віці 65 років та старші. Медіана віку мешканця становила 43,2 року. На 100 осіб жіночої статі у селищі припадало 90,4 чоловіків;  на 100 жінок у віці від 18 років та старших — 88,7 чоловіків також старших 18 років.
Середній дохід на одне домашнє господарство  становив 57 368 доларів США (медіана — 47 429), а середній дохід на одну сім'ю — 78 204 долари (медіана — 70 870). Медіана доходів становила 52 417 доларів для чоловіків та 44 625 доларів для жінок. За межею бідності перебувало 10,2 % осіб, у тому числі 2,4 % дітей у віці до 18 років та 9,7 % осіб у віці 65 років та старших.
Цивільне працевлаштоване населення становило 936 осіб. Основні галузі зайнятості: виробництво — 22,6 %, освіта, охорона здоров'я та соціальна допомога — 18,2 %, науковці, спеціалісти, менеджери — 11,4 %, фінанси, страхування та нерухомість — 10,6 %.